# Legitimidade jornalística
A legitimidade jornalística é o conjunto de atributos que torna o jornalismo reconhecido socialmente como uma prática e instituição relevante e necessária. Em outras palavras, diz respeito aos elementos fundamentais para a institucionalização e funcionamento da atividade jornalística, pensados com base em princípios éticos, morais e democráticos. 
Embora, por vezes, confundida com a ideia de credibilidade jornalística, a noção de legitimidade jornalística se refere a uma dimensão mais ampla do jornalismo, visto que não se localiza no nível das organizações, veículos e profissionais de mídia, e sim da instituição. Primeiramente, é possível pensar na legitimidade jornalística referente à grande instituição do jornalismo estabelecida ao longo da história. Em casos mais específicos, existe a legitimidade jornalística relacionada à instituições como o lead, a entrevista, a redação, entre outros espaços, técnicas e procedimentos consolidados da profissão.    

## Processo de legitimação
A legitimidade jornalística não se caracteriza como uma propriedade fechada em si mesma, ou seja, ela depende do reconhecimento social originado nas relações entre jornalismo e público. Para o filósofo da linguagem Patrick Charaudeau, o processo pelo qual algo ou alguém é legitimado é o de reconhecimento de um sujeito por outros sujeitos, em nome de um valor aceito por todos . Assim, é importante que exista um processo que legitime o fazer jornalístico como uma prática social e profissional útil para os indivíduos de uma determinada sociedade. Segundo o pesquisador e estudioso do tema Guilherme Guerreiro Neto, nesse processo de legitimação do jornalismo, explicar e dar a conhecer sua importância enquanto instituição é tão vital quanto justificar e apontar por que é necessário preservá-lo .
O processo de legitimação do jornalismo está relacionado à discussão sobre a constituição das instituições sociais. O jornalismo é uma instituição específica, com atribuições e fundamentos particulares. A instituição jornalística realiza a intermediação entre indivíduos e sociedade, bem como entre outras instituições sociais. De acordo com a perspectiva sociológica de Peter Berger e Thomas Lukmann, toda instituição é compreendida como “um padrão de controle”, tendo como papel fornecer modelos para as pessoas orientarem seu comportamento . Segundo esses autores, as ações repetidas, que estão na base da formação de hábitos, são elementos que precedem todo processo de institucionalização. Em suas mais diferentes formas, o jornalismo reúne uma série de repetições nos seus modos de selecionar, apurar e narrar os fatos, estabelecendo saberes e competências específicas à sua instituição. Esses modos de exercitar a profissão contribuem para legitimar a atividade.
Ainda conforme Guilherme Guerreiro Neto, existem diferentes variáveis que colaboram para a existência da crença na legitimidade jornalística, dentre eles: o grupo social dos jornalistas, os valores do ofício e as outras instituições que a integram, além dos papéis assumidos na cadeia produtiva do jornalismo. O processo de legitimação é uma condição para a formação e manutenção das instituições em geral, sendo essencial para tornar as instituições compreensíveis para as mais diversas gerações. Além da própria prática jornalística concretamente exercida, o processo de legitimação também depende do discurso sobre si mesmo . Por isso, além do exercício do jornalismo, é necessário, ainda, que as qualidades dessa prática sejam destacadas em espaços como Ombudsman e Editorial, além de campanhas de marketing pessoal dos veículos jornalísticos.

## Estratégias discursivas
Para conseguir manter-se como instituição relevante, é fundamental que o jornalismo seja considerado legítimo para um grande número de pessoas (grupos e segmentos sociais diversos). Logo, a sociedade deve reconhecer a prática jornalística como um trabalho essencial, necessário e relevante. Conforme as pesquisadoras em jornalismo, Sílvia Lisboa, Marcia Benetti, a criação de métodos e processos de apuração sustentam a veracidade dos relatos jornalístico. Tais operações profissionais buscam incluir rigor, pluralismo de pontos de vista, objetividade e clareza na apresentação e descrição dos fatos . 
As estratégias discursivas de autorreferencialidade do jornalismo também são partes do amplo processo de midiatização que reconfiguram as sociedades atuais e suas instituições, conforme já apontado pelo pesquisador Antonio Fausto Neto . A autorreferencialidade é utilizada para mostrar aspectos da produção noticiosa dos veículos, do perfil editorial, da relação com as fontes de informação, entre outras marcas das rotinas produtivas . Além disso, o discurso legitimador se relaciona com a crise na imagem da instituição jornalística na contemporaneidade, apontada em obras de intelectuais como Patrick Charaudeau e Dominique Wolton  . Com a entrada de novos atores na comunicação de informações de interesse público, o jornalismo se vê obrigado, ao mesmo tempo, não apenas a produzir um discurso sobre os acontecimentos que pauta, mas ainda um discurso que justifique sua razão de ser, suas competências e habilidades em narrar o presente. 
Ultimamente, a legitimidade jornalística vem sendo discutida em estudos que problematizam o jornalismo diante de crises econômicas e políticas. De acordo com os pesquisadores Felipe Simão Pontes e Matheus Lobo Pismel, a legitimação não tem finalidade em si mesma, sendo um objetivo-meio condicionado por contextos determinados  . Esses autores explicam que num cenário de instabilidade financeira, as corporações jornalísticas tradicionais são, cada vez mais, pressionadas por forças econômicas e políticas, o que coloca em risco a legitimidade jornalística. 